# Carolina Dieckmmann
Carolina Dieckmmann Worcman (nascida Carolina Dieckmann; Rio de Janeiro, 16 de setembro de 1978) é uma atriz e ativista brasileira. Ficou mais conhecida pela personagem Camila em Laços de Família, que no meio da trama raspa a cabeça após descobrir que tem leucemia. Foram registradas 23 mil doações de medula óssea pelo Ministério da Saúde em 2001, considerado um número recorde. Seus outros papéis de destaque foram como Açucena em Tropicaliente, Edwiges em Mulheres Apaixonadas, Isabel Tedesco em Senhora do Destino, a icônica vilã Leona Montini de Cobras & Lagartos, Teodora em Fina Estampa, Jéssica em Salve Jorge e a Dra. Lumiar Lorenzo em Vai na Fé.

## Carreira
Em 1993 passou no teste para a minissérie Sex Appeal, onde interpretou Claudinha, uma das cinco protagonistas. Em 1994 ganhou seu primeiro papel de destaque em novelas como Açucena, em Tropicaliente. Em 1995 integrou o primeiro elenco do seriado teen Malhação, onde interpretava Juli.

Dieckmann interpretando a personagem Camila na novela Laços de Família quando decide raspar a cabeça.

Em 1996 interpretou Renata em Vira Lata e em 1997 estreou no horário nobre como a modelo Catarina, em Por Amor, seu primeiro trabalho com o autor Manoel Carlos. Em 2000, Carolina ganhou destaque em Laços de Família, como Camila, personagem envolvida em conflitos familiares, que descobre ser portadora de leucemia. Durante a novela, Carolina participou de uma campanha institucional incentivando a doação de medula. Para a campanha, foi usada a cena em que sua personagem Camila, por estar com queda de cabelo devido ao tratamento de quimioterapia, raspa a cabeça. Na Sexta-feira Santa de 2001, Carolina interpretou Maria, na encenação da Via Sacra, em Cabo Frio, contracenando com Eduardo Moscovis, que fez o papel de Jesus. Nesse mesmo ano, atuou no episódio "As Proezas do Finado Zacarias" da série Brava Gente.
Em 2003 interpretou Edwiges em Mulheres Apaixonadas, abordando o tabu da virgindade até depois da adolescência. Em 2004 interpretou Isabel/Lindalva em Senhora do Destino, a filha sequestrada da protagonista Maria do Carmo (Susana Vieira), que Carolina também interpretou na primeira fase da novela. Em 2006 atuou em Cobras & Lagartos, de João Emanuel Carneiro, como a vilã Leona, recebendo elogios da crítica. No mesmo ano, Dieckmann processou a RedeTV!, e ganhou a causa. Na ação, ela alegou que teve sua vida privada invadida pelo programa Pânico na TV!, quando foi perseguida pelos humoristas Vesgo e Silvio, que chegaram a colocar um guindaste para flagrar o filho da atriz dentro do apartamento dela. A RedeTV! teve que pagar 35 mil reais de indenização e ficou proibida de fazer referências à atriz. Em 2007, no Rio de Janeiro, a atriz posou para a exposição Síntese, do fotógrafo Fernando Torquato com fotos sensuais.[carece de fontes?]
Em 2008 Carolina voltou as novelas como a surfista Suzana, uma das protagonistas da novela Três Irmãs, de Antônio Calmon. Em 2010, interpretou a estudante de jornalismo Diana, em Passione. Em 2011, voltou às novelas, como Teodora na novela Fina Estampa, de Aguinaldo Silva, fazendo par romântico de Quinzé (Malvino Salvador). Em 2012 integrou o elenco da novela Salve Jorge, interpretando a traficada Jéssica. Em 2013 interpretou Iolanda em Joia Rara. Em 2015 interpretou a garçonete Lara em A Regra do Jogo, novela de João Emanuel Carneiro. Em 2018 retorna no papel da médica Marion, protagonista da série Treze Dias Longe do Sol. Também no mesmo ano retorna à televisão, atuando em O Sétimo Guardião, como Afrodite. Em 2023, integra o elenco de Vai na Fé, onde interpretou sua segunda antagonista: a advogada Lumiar Lorenzo. Em 2024, a artista anunciou que, após 30 anos, não renovaria seu contrato de exclusividade com a TV Globo. Carolina revelou que chegou a ficar dois anos sem ser escalada para novelas, mas recebendo salário normalmente.
Em junho de 2025, é revelado que a atriz passou a assinar como Carolina Dieckmmann, mudando seu nome artístico por questões de numerologia.

## Vida pessoal
Nascida em uma família conservadora de origem alemã e portuguesa sua mãe, Maíra Dieckmann, trabalhava em uma seguradora e seu pai, Roberto Dieckmann, era engenheiro naval. Tem três irmãos: Bernardo, Edgar e Frederico.

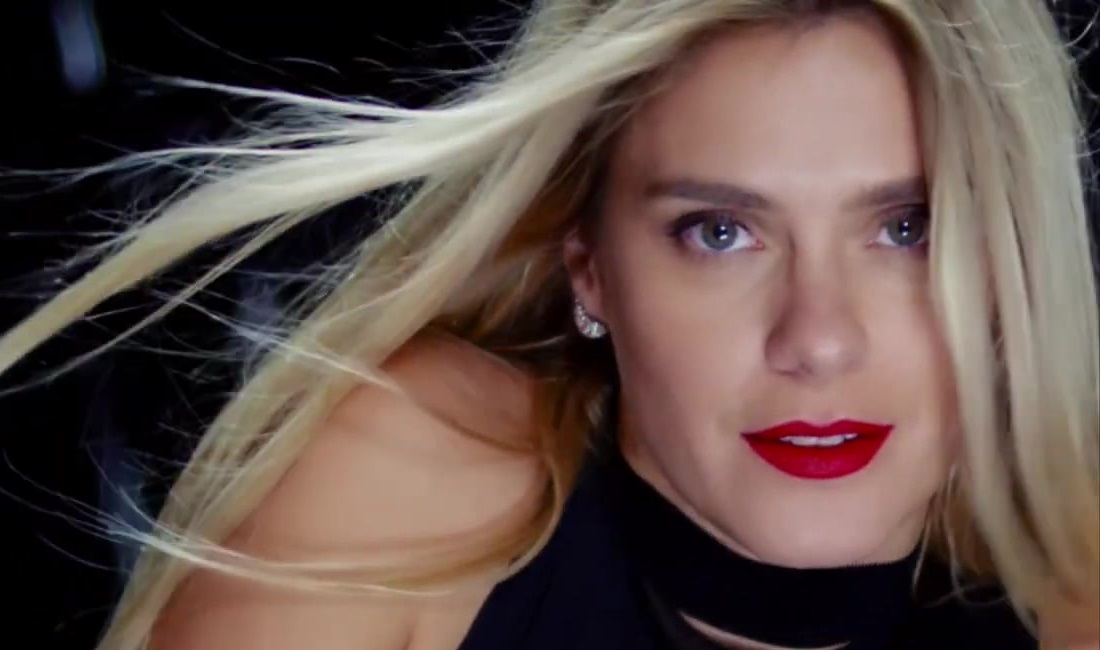
Dieckmann em campanha publicitária (2018)

Em 1996 começou a namorar Marcos Frota, viúvo e pai de três filhos. Carolina foi morar com ele em 1997, após um ano de namoro, e passou a ajudá-lo a criar os filhos órfãos. A união foi oficializada no mesmo ano, sendo a festa realizada no picadeiro de um circo. Em 1998, grávida de três meses, sofreu um aborto espontâneo. Em 1999 nasceu o único filho do casal, Davi, no Rio de Janeiro. Divorciaram-se amigavelmente em 2003.
Em 2004 começou a namorar o diretor de TV Tiago Worcman. Em 2006 engravidou dele, mas sofreu seu segundo aborto espontâneo, aos dois meses de gestação. Casaram-se em 6 de maio de 2007 e a festa foi realizada na Mansão das Heras, no Alto da Boa Vista, na zona norte carioca. O filho do casal, José, nasceu também de parto normal, no Rio de Janeiro, no dia 14 de agosto de 2007.
Em 2016 optou em acompanhar seu marido, que conseguiu um emprego nos Estados Unidos, e assim mudou-se com seu filho caçula para Miami, na Flórida. Em entrevistas revelou ter sofrido por deixar seu filho mais velho no Rio de Janeiro, porque ele não quis ir, e passou a morar sozinho, em busca de independência financeira e pessoal.
Em 25 de agosto de 2019 sua mãe faleceu repentinamente, enquanto dormia. Segundo a atriz, ela não tinha nenhum problema de saúde conhecido, e não revelou a causa da morte. Declarou que sua mãe sempre falava que preferia morrer dormindo, sem sofrimento, o que de fato aconteceu.
Em 2025, ao ser entrevistada por Maria Fortuna no vodcast "Conversa vai, conversa vem", Carolina revelou ter se relacionado sexualmente apenas com quatro homens durante sua vida. Para ela, há uma conexão espiritual em relações sexuais com amor, revelando sua demissexualidade.

### Lei Carolina Dieckmann
Em maio de 2012, fotos íntimas da atriz foram publicadas na Internet. Foi descoberto que o primeiro site em que as imagens foram publicadas, em 4 de maio de 2012, encontra-se hospedado em Londres; depois disso, as imagens se espalharam pela Internet através de correio eletrônico e redes sociais, além de sites como da Cetesb. A partir de então, a Polícia Federal e outros órgãos de investigação de crimes cibernéticos no Brasil iniciaram o processo de rastreamento do publicador original das fotos. Durante a investigação, foram levantadas duas hipóteses principais para o ocorrido: de que as imagens foram copiadas do computador pessoal da atriz quando ela o deixou numa assistência técnica e de que alguém conseguira entrar no e-mail da atriz e, desse modo, ter acesso aos seus arquivos pessoais. Alguns dias depois, a atriz prestou esclarecimentos à Justiça e fez a queixa oficialmente. Seu advogado, Antonio Carlos de Almeida Castro, solicitou aos principais indexadores de conteúdo que removessem os resultados de fotos da atriz, tal pedido foi acatado pelo Yahoo! quase imediatamente, porém o Google não se manifestou sobre o caso e as imagens continuam disponíveis. Durante suas declarações à polícia, Carolina Dieckmann afirmou estar sendo chantageada para que as fotos não fossem divulgadas.
Em 30 de novembro de 2012, foi sancionada pela então Presidente Dilma Rousseff a Lei 12 737/2012, que promoveu alterações no Código Penal Brasileiro (Decreto-Lei 2 848 de 7 de dezembro de 1940), tipificando os chamados delitos ou crimes informáticos. A lei entrou em vigor no dia 2 de abril de 2013 e ficou conhecida como Lei Carolina Dieckmann.

## Filmografia

### Televisão
| Ano  | Título                       | Personagem                                          | Notas                                  |
| ---- | ---------------------------- | --------------------------------------------------- | -------------------------------------- |
| 1993 | Sex Appeal                   | Cláudia Garcia Tavares (Claudinha)                  |                                        |
| 1993 | Fera Ferida                  | Carol                                               |                                        |
| 1994 | Tropicaliente                | Açucena Soares                                      |                                        |
| 1995 | Malhação                     | Juliana Siqueira (Juli)                             |                                        |
| 1996 | Malhação de Verão            | Juliana Siqueira (Juli)                             | Participação Especial                  |
| 1996 | Vira Lata                    | Renata Evangelina Olga                              |                                        |
| 1997 | Você Decide                  | Lídia                                               | Episódio: "Vida Secreta"               |
| 1997 | Por Amor                     | Catarina Batalha Pereira (Caty)                     |                                        |
| 1997 | Asas pra que te Quero        | Ela mesma                                           | Angélica Especial                      |
| 1999 | Mulher                       | Laura                                               | Episódio: "Grávidas"                   |
| 1999 | Você Decide                  | Raquel                                              | Episódio: "…e o Cinco Chegou"          |
| 2000 | Laços de Família             | Camila Lacerda Ferrari                              |                                        |
| 2001 | Brava Gente                  | Marina                                              | Episódio: "Proezas do Finado Zacarias" |
| 2003 | Mulheres Apaixonadas         | Edwiges Batista Moretti                             |                                        |
| 2003 | Cena Aberta                  | Tudinha                                             | Episódio: "O Negro Bonifácio"          |
| 2004 | Da Cor do Pecado             | Júlia                                               | Episódios: "24–28 de fevereiro"        |
| 2004 | Senhora do Destino           | Maria do Carmo (jovem)                              | Episódios: "28–30 de junho"            |
| 2004 | Senhora do Destino           | Isabel Esteves Tedesco / Lindalva Ferreira da Silva |                                        |
| 2005 | Casseta & Planeta, Urgente!  | Loura José                                          | Episódio: "Antes da Fome"              |
| 2006 | Cobras & Lagartos            | Leona Pasquim Montini                               |                                        |
| 2008 | Três Irmãs                   | Suzana Jequitibá Áquila                             |                                        |
| 2010 | Passione                     | Diana Rodrigues                                     |                                        |
| 2011 | Fina Estampa                 | Teodora Bastos da Silva                             |                                        |
| 2012 | Salve Jorge                  | Jéssica Lima da Costa                               |                                        |
| 2013 | Joia Rara                    | Iolanda Lopez Hauser                                |                                        |
| 2014 | Eu Que Amo Tanto             | Maria José (Zezé)                                   | Episódio: "Zezé"                       |
| 2015 | Globo de Ouro Palco VIVA Axé | Apresentadora                                       |                                        |
| 2015 | A Regra do Jogo              | Lara Firmino da Silva                               |                                        |
| 2018 | Treze Dias Longe do Sol      | Marion Rupp                                         |                                        |
| 2018 | O Sétimo Guardião            | Afrodite Zerzil                                     |                                        |
| 2023 | Vai na Fé                    | Drª. Lumiar Lorenzo                                 |                                        |
| 2023 | Angélica: 50 e Tanto         | Ela mesma                                           | Episódio: "Mulher"                     |
| 2025 | Vale Tudo                    | Leila Cantanhede                                    |                                        |

### Cinema
| Ano  | Filme                           | Personagem                                       | Notas          |
| ---- | ------------------------------- | ------------------------------------------------ | -------------- |
| 1989 | A Princesa Xuxa e os Trapalhões | Bailarina                                        | Apoio          |
| 2007 | Onde Andará Dulce Veiga?        | Márcia Felácio / Márcia Francisca da Veiga Prado | Protagonista   |
| 2008 | Sexo com Amor?                  | Luísa                                            | Protagonista   |
| 2014 | Entre Nós                       | Lúcia                                            | Protagonista   |
| 2014 | Júlio Sumiu                     | Madalena (Madá)                                  | Coadjuvante    |
| 2016 | O Silêncio do Céu               | Diana                                            | Protagonista   |
| 2017 | Oitavo                          | Narcisista                                       | Curta-metragem |
| 2020 | Os 8 Magníficos                 | Ela mesma                                        | Protagonista   |
| TBA  | Pequenas Criaturas              | Helena                                           | Protagonista   |
| TBA  | (Des)controle                   | Kátia                                            | Protagonista   |

### Internet

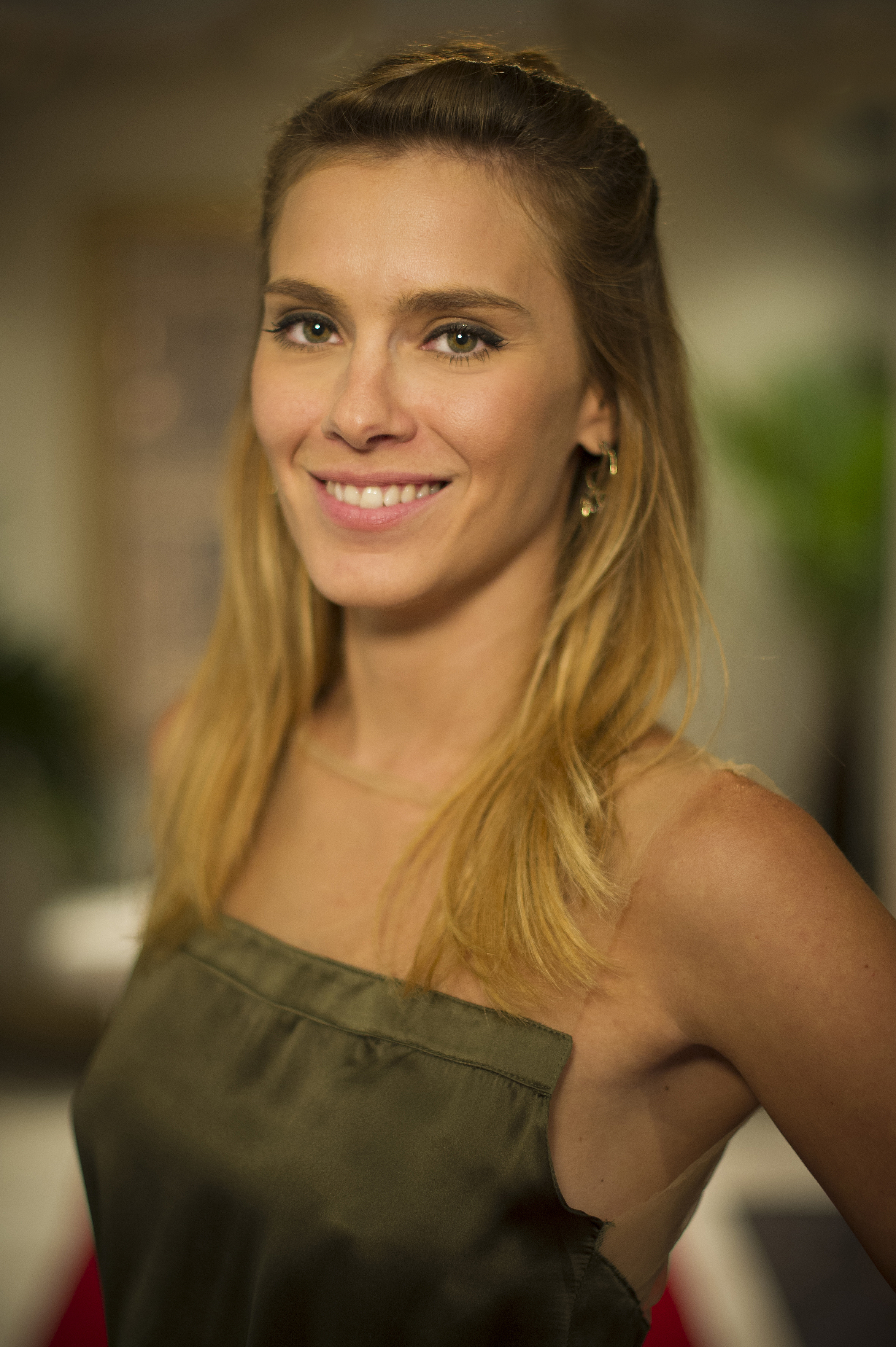
Dieckmmann em 2013.

| Ano  | Título  | Personagem     | Nota                           |
| ---- | ------- | -------------- | ------------------------------ |
| 2022 | Novelei | Maria do Carmo | Episódio: "Senhora do Destino" |

### Videoclipes
| Ano  | Canção          | Artista       |
| ---- | --------------- | ------------- |
| 2001 | "Festa"         | Ivete Sangalo |
| 2009 | "Voz no Ouvido" | Pedro Mariano |

## Discografia
Aparições em álbuns
| Título           | Ano  | Outros artistas | Álbum            |
| ---------------- | ---- | --------------- | ---------------- |
| "Desejo de Amar" | 2015 | Mumuzinho       | Fala Meu Nome Aí |

## Turnês
- Turnê Karolkê (2019–presente)

## Teatro
| Ano  | Peça                      | Personagem         |
| ---- | ------------------------- | ------------------ |
| 1993 | Banana Split              | Sara               |
| 1994 | Peter Pan                 | Sininho            |
| 1995 | Quarta Companhia          |                    |
| 1996 | Confissões de Adolescente | Natália            |
| 2000 | A Tempestade              | Miranda            |
| 2002 | Cabaré Filosófico         |                    |
| 2017 | Tryo Elétrico             | Vários personagens |

## Prêmios e Indicações
| Ano  | Prêmio                           | Categoria                                   | Trabalho                | Resultado | Ref.                |
| ---- | -------------------------------- | ------------------------------------------- | ----------------------- | --------- | ------------------- |
| 2001 | Troféu Imprensa                  | Melhor Atriz                                | Laços de Família        | Venceu    | [ 56 ]              |
| 2001 | Troféu Internet                  | Melhor Atriz                                | Laços de Família        | Venceu    | [carece de fontes?] |
| 2003 | Meus Prêmios Nick                | Atriz Favorita                              | Mulheres Apaixonadas    | Venceu    |                     |
| 2003 | Prêmio Contigo! de TV            | Par Romântico Com (Erik Marmo)              | Mulheres Apaixonadas    | Venceu    | [ 57 ]              |
| 2004 | Troféu Imprensa                  | Melhor Atriz                                | Mulheres Apaixonadas    | Indicada  |                     |
| 2005 | Prêmio Contigo! de TV            | Melhor Atriz                                | Senhora do Destino      | Indicada  |                     |
| 2005 | Prêmio Contigo! de TV            | Melhor Par Romântico (com Dan Stulbach)     | Senhora do Destino      | Indicada  | [ 58 ]              |
| 2006 | Meus Prêmios Nick                | Atriz Favorita                              | Cobras & Lagartos       | Indicada  |                     |
| 2006 | Prêmio Faz Diferença - O Globo   | Destaque da TV                              | Cobras & Lagartos       | Venceu    |                     |
| 2006 | Prêmio Extra de Televisão        | Melhor Atriz                                | Cobras & Lagartos       | Indicada  | [ 59 ]              |
| 2006 | Prêmio Contigo! de TV            | Melhor Atriz                                | Cobras & Lagartos       | Indicada  |                     |
| 2007 | Prêmio O Planeta TV              | Vilã do Ano                                 | Cobras & Lagartos       | Venceu    | [ 60 ]              |
| 2010 | Meus Prêmios Nick                | Atriz Favorita                              | Passione                | Indicada  | [ 61 ]              |
| 2011 | Prêmio Quem de Televisão         | Melhor Atriz Coadjuvante                    | Fina Estampa            | Indicada  | [ 62 ]              |
| 2012 | Prêmio Contigo! de TV            | Melhor Atriz                                | Fina Estampa            | Indicada  |                     |
| 2012 | Prêmio Extra de Televisão        | Melhor Atriz Coadjuvante                    | Fina Estampa            | Indicada  |                     |
| 2013 | Prêmio Contigo! de TV            | Melhor Atriz Coadjuvante                    | Salve Jorge             | Indicada  |                     |
| 2013 | Melhores do UOL e PopTevê        | Melhor Par Romântico com Domingos Montagner | Joia Rara               | Indicada  |                     |
| 2014 | Prêmio Contigo! de TV            | Melhor Atriz Coadjuvante                    | Joia Rara               | Indicada  |                     |
| 2016 | Prêmio Quem de Cinema            | Melhor Atriz                                | O Silêncio do Céu       | Indicada  | [ 64 ]              |
| 2018 | Prêmio Fiesp/Sesi de Cinema e TV | Melhor Atriz (Série)                        | Treze Dias Longe do Sol | Indicada  | [ 65 ]              |
| 2023 | Prêmio Noticiasdetv.com          | Melhor Antagonista                          | Vai na Fé               | Indicada  | [ 66 ]              |
| 2023 | Prêmio ArteBlitz de Novela       | Melhor Atriz Coadjuvante                    | Vai na Fé               | Indicada  | [ 67 ]              |
| 2023 | Melhores do Ano - Duh Secco      | Melhor Atriz                                | Vai na Fé               | Indicada  | [ 68 ]              |
| 2024 | SEC Awards                       | Melhor Atriz                                | Vai na Fé               | Indicada  | [ 69 ]              |